# Enaria melanictera
Enaria melanictera är en skalbaggsart som beskrevs av Johann Christoph Friedrich Klug 1832. Enaria melanictera ingår i släktet Enaria och familjen Melolonthidae. Inga underarter finns listade i Catalogue of Life.